# 埃雷里亚斯
埃雷里亚斯，是西班牙坎塔布里亚的一个市镇。总面积40平方公里，总人口713人（2001年），人口密度18人/平方公里。